# Carmen Zapata
Carmen Zapata (Barcelona, 1963) és una promotora cultural. Des de l'octubre de 2024 exerceix el càrrec de comissionada de la nit de Barcelona.
Amb estusis de Dret i Comunicació i Mitjans, i coneixedora del món de la programació musical i l'oci nocturnés una especialista en la indústria de la música. Amb més de dues dècades de trajectòria professional, ha destacat com a defensora activa de la tasca cultural de les sales de música, de la igualtat de gènere i la diversitat en el sector. Des del 2006 ha estat gerent de l'Associació de Sales de Concerts de Catalunya (ASACC). També és sòcia fundadora i expresidenta de l'Associació de Dones de la Indústria de la Música (MiM). Darrerament, s'ha centrat en la direcció del cicle de concerts 'Curtcircuit', responsable de la programació d'esdeveniments arreu dels Països Catalans. L'any 2021 va ser reconeguda amb el premi 'KeyChange Award' per la seva trajectòria.